# 블루닥
블루닥(BLUEDOC)은  블루엠텍의 자회사인 주식회사 블루닥에서 출시한 대한민국 의사를 대상으로 하는 의사 전문 구인구직(채용) 플랫폼이다.
2024년 2월 무료 채용 공고 등록과 AI를 활용한 맞춤 공고 검색, 공고 자동추천 기능을 내세우며 베타 서비스를 시작했다.
2025년 2월 한국의 써치펌 프로써치코리아와 업무협약을 체결하여 프리미엄 헤드헌팅 서비스를 시작했다.